# Omotropis terrenus
Omotropis terrenus är en skalbaggsart som först beskrevs av Lewis 1913.  Omotropis terrenus ingår i släktet Omotropis och familjen stumpbaggar. Inga underarter finns listade i Catalogue of Life.